# Axis: Bold as Love
Axis: Bold as Love drugi je studijski album britansko-američkog rock sastava The Jimi Hendrix Experience. Album je 1. prosinca 1967. godine objavila diskografska kuća Track Records. Album je u Velikoj Britaniji dosegao #5, a kasnije u Sjedinjenim Državama #3 na top ljestvici albuma.

## O albumu
Nakon što su objavili svoj prvijenac Are You Experienced, Experiencei sviraju na festivalu "Monterey Pop", gdje Hendrix izvodi nadahnutu verziju "Wild Thing" (Chip Taylor) s repertoara britanskog sastava The Troggs. U kombinaciji s američkim pop rock sastavom The Monkees odlaze na turneju po Sjevernoj Americi. Nakon toga u Velikoj Britaniji objavljuju hit singl "Burning Of The Midnight Lamp", a potom slijedi drugi studijski album.
Album je sniman tijekom mjeseci svibnja, lipnja te listopada u studiju "Olympic" u Londonu. Sadrži 13 skladbi, tehničar je bio Eddie Kramer dok je za produkciju bio zadužen Chas Chandler. Objavljivanjem albuma u 1967. godini ispunjena je obveza ugovora u kojemu piše da moraju izdati dva albuma godišnje. Unatoč tome u Sjedinjenim Državam album izlazi 15. siječnja 1968. godine kako se ne bi narušila odlična prodaja njihovog prvog albuma Are You Experienced. Album prati materijal s prvog albuma, a u glazbenom smislu još je više nadopunjen izmjenama Hendrixa, Noela Reddinga, Mitcha Mitchella i studijskih efekata. Kao tekstopisac Hendrix potpisuje sve pjesme. Mnoge pjesme studijski su obrađene te su zbog toga vrlo malo ili gotovo nikako izvođene na koncertima, osim "Spanish Castle Magic" i "Little Wing" koje su svirane redovno.
Zanimljivosti
Neposredno prije završetka albuma Jimiu Hendrixu su u taksiju nestale masterizirane snimke A-strane albuma. One nikada nisu pronađene te su na brzinu nanovo miksane.
Basist Noel Redding istaknuo je kako mu je ovo najdraži od tri albuma koja su objavila te kako je u nekim pjesma svirao bas s osam žica.

## Pjesme
Na albumu se nalaze mnoge vrlo uspješne skladbe poput "Castle Made Of Sand" i "Spanish Castle Magic", koje su imale nezaobilazni blues utjecaj i psihodeliju. Među zapaženim skladbama nalaze se i "Little Wing" i najnježnija skladba koju je Hendrix ikad napisao "The Wind Cries Mary". U pjesmi "Little Wing", Hendrix po prvi puta svira gitaru kroz zvučnik Leslie (posebno konstruirano pojačalo/zvučnik koje se koristi za stvaranje posebnih zvučnih efekata koristeći Dopplerov efekt)
U uvodu "EXP" vodi se razgovor između Mitchella i Hendrixa, gdje Mitchel glumi radijskog voditelja, a Hendrix vanzemaljca u liku čovjeka po imenu Paul Caruso. Glas mu je usporen, a Paul Caruso je zapravo Hendrixov prijatelj još iz njegovih mladih dan kada je boravio u Greenwich Villageu. "Up from the Skies" je jazz skladba koja uključuje Mitchellovo sviranje bubnjeva s četkicama. Pjesma govori o vanzemaljcu koji je prije tisuće godina posjetio zemlju, a vratio se kako bi našao "izgubljene zvijezde i miris svijeta koji je spaljen".
"Wait Until Tomorrow" je pop pjesme s R&B gitarskom riffovima dok Mitchell Redding pjeva prateće vokale. "Ain't No Telling"  je klasična rock pjesma, a posljednja na A-strani je najduža "If 6 Was 9" s najviše psihodelije na albumu. Pjesma se također kao soundtrack koristi u filmovima Easy Rider i u vijetnamskom ratnom Apokalipsa danas, tijekom scene kaotične bitke na mostu.
Drugu stranu albuma otvara rock pjesma "You Got Me Floatin'", a Hendrix na njoj svira gitaru unatrag što se moglo čuti u stereo verziji albuma objavljenog samo u Europi. Prateće vokale pjevaju Roy Wood i Trevor Burton iz britanskog rock sastava The Move, te sudjeluju s Experienceima na turneji po Velikoj Britaniji koja se održala tijekom zime 1967. godine. Sljedeća pjesma je balada "Castles Made of Sand", gdje se Hendrix također koristi sviranjem gitare unatrag dok izvodi solo. "She's So Fine" je klasična britanska pop rock pjesma na kojoj vokale izvodi Noel Redding. "One Rainy Wish" počinje kao balada s laganim gitarskim uvodom, a kasnije dobiva brži ritam s elementima rocka gdje do izražaja dolazi žestoki zvuk gitare i basa.
U pjesmi "Little Miss Lover" Hendrix prvi puta koristi "wah-wah" efekt, koji je kasnije prihvaćen kod brojnih gitarista. Efekt najbolje dolazi do izražaja kada Hendrix izvodi solo u pjesmi. Zadnja pjesma na albumu je "Bold as Love" koja ima lagan uvod sličan onome u pjesmama "Little Wing" i "Castles Made of Sand", psihodelični refren te dugačak solo koji se kraju stišava i na taj način završava pjesmu.

## Popis pjesama
Sve pjesme skladao je i napisao Jimi Hendrix, osim gdje je drugačije naznačeno.
| 1. | »EXP«                  |  | 1:55 |
| 2. | »Up from the Skies«    |  | 2:55 |
| 3. | »Spanish Castle Magic« |  | 3:00 |
| 4. | »Wait Until Tomorrow«  |  | 3:00 |
| 5. | »Ain't No Telling«     |  | 1:46 |
| 6. | »Little Wing«          |  | 2:24 |
| 7. | »If 6 Was 9«           |  | 5:32 |

| 8.  | »You Got Me Floatin'«            |  | 2:45 |
| 9.  | »Castles Made of Sand«           |  | 2:46 |
| 10. | »She's So Fine« ((Noel Redding)) |  | 2:37 |
| 11. | »One Rainy Wish«                 |  | 3:40 |
| 12. | »Little Miss Lover«              |  | 2:20 |
| 13. | »Bold as Love«                   |  | 4:11 |

## Obrade
"Little Wing" je postala jedna od najpoznatijih Hendrixovih skladbi. Eric Clapton ju je obradio s blues-rock sastavom koji je vrlo kratko trajao Derek and the Dominos. Stevie Ray Vaughan ju je također obradio u instrumentalnoj rock verziji. Kirk Hammett iz sastava Metallica izvodi obradu skladbe na koncertima, a američki heavy metal sastav Skid Row objavio je uživo verziju skladbe na svom EP-u B-Side Ourselves. Sting ju je također uvrstio na popis svog studijskog albuma ...Nothing Like the Sun. Irski sastav The Corrs snimio je obradu pjesme na svom albumu Talk on Corners i na albumu The Corrs Unplugged. Obradu je napravio i mladi američki kantautor John Mayer.
Steve Vai, Joe Satriani i Yngwie Malmsteen redovno su je izvodili na svojoj G3 turneji te se također nalazi na uživo albumu G3: Rockin' in the Free World. Pjesma je vrlo često bila obrađena u jazz stilu, a neki od najpoznatijih skladatelja su Gil Evans i Lew Soloff na albumu nazvanom Little Wing. Pjesma počinje s trominutnim solom Marka Egana na bas-gitari.
Ostali značajniji glazbenici koji su napravili obrade skladbi s albuma Axis: Bold as Love su Brian May who s pjesmom "One Rainy Wish" koja se nalazi na njegovom albumu Another World te John Mayer koji je napravio obrade pjesama "Wait Until Tomorrow" na albumu Try! i "Bold as Love" na Continuum. Ansambl New York Rock & Roll izvodi obradu pjesme "Wait Until Tomorrow". Američka skladateljica i pjevačica Joan Osborne također izvodi skladbu "Wait Until Tomorrow" i obradu pjesme "Bold as Love" koja se nalazi na njenom albumu How Sweet It Is. Britanski rock sastav The Pretenders izvodi pjesmu "Bold as Love" koja je snimljena na kompilacijski album posvećen Jimiu Hendrixu Stone Free: A Tribute to Jimi Hendrix.
Todd Rundgren također ima obradu Hendrixove pjesme "If 6 Was 9", na svom albumu Faithful, a s Tori Amos istu pjesmu objavio je na ograničenom izdanju CD singla Cornflake Girl. Red Hot Chili Peppers snimio je obrade pjesama "Little Miss Lover" i "Castles Made of Sand" jer je postojala mogućnost da ih uključe u svoj studijski album Blood Sugar Sex Magik. Kasnije su objavljene kao bonus pjesme na iTunes izdanju albuma. Oni su također objavili obradu pjesme "Castles Made of Sand" na svom uživo albumu Out in L.A. te kasnije kao bonus pjesmu na albumu Mother's Milk.

## Izvođači
- Jimi Hendrix – električna gitara, vokal, bas-gitara, glasovir, flauta, glas u uvodu "EXP" kao 'Mr. Paul Caruso'
- Mitch Mitchell – bubnjevi, vibrafon u skladbi "Little Wing", prateći vokali, "intervju" u uvodu "EXP"
- Noel Redding – bas-gitara, bas-gitara s osam žica, prateći voklai, ritam nogom u skladbi "If 6 Was 9", prvi vokal u "She's So Fine"
- Gary Leeds – ritam nogom u skladbi "If 6 Was 9"
- Graham Nash – ritam nogom u skladbi "If 6 Was 9"
- Michael Jeffery – ritam nogom u skladbi "If 6 Was 9"
- Trevor Burton – pozadinski vokali u skladbi "You've Got Me Floatin"
- Roy Wood – pozadinski vokali uskladbi "You've Got Me Floatin"

### Produkcja
- Chas Chandler – producent i ritam nogom u skladbi "If 6 Was 9"
- Eddie Kramer – Šef tehnike
- Tehničari: George Chkiantz, Andy Johns i Terry Brown
- Snimanje: Olympic studio, London, Engleska
- Dizajn omota: David King, Roger Law
- Fotografija: Donald Silverstein
- CD Remastering supervizor: Janie Hendrix, John McDermott
- CD Remastering: Joe Gastwirt, Eddie Kramer, George Marino
- CD Inlay dizajn: Petra Niemeier
- CD zabilješke: Michael Fairchild, Jym Fahey
- CD fotografije: David Sygall

## Vanjske poveznice
- Discogs.com - Recenzija albuma
- Spanish Castle Ballroom